# Epifaniekathedraal (Toela)
De Theofaniekathedraal (Russisch: Богоявленский собор) is een Russisch-orthodoxe kathedraal in het kremlin van Toela. De kathedraal werd gebouwd in de jaren 1855-1862 ter nagedachtenis aan de slachtoffers van de Vaderlandse Oorlog van 1812.

## Sovjetperiode
De Epifaniekathedraal werd in 1930 gesloten en werd in gebruik genomen door diverse organisaties. De kerk verloor vier van haar vijf koepels, maar werd gelukkig niet afgebroken. Sinds 1989 is in de voormalige kathedraal een wapenmuseum gevestigd waar een grondige verbouwing aan voorafging. Het wapenmuseum heeft inmiddels aangekondigd dat het gebouw in 2012 wordt overgedragen aan de Russisch-orthodoxe kerk. Vanaf 2012 zal de kathedraal worden gerestaureerd.